# أنجليكا باربي
أنجليكا باربي (بالإنجليزية: Angelika Barbe)‏ (26 نوفمبر 1951 في براندنبورغ آن در هافل - ) سياسية، وعالمة أحياء من ألمانيا.

## روابط خارجية
- أنجليكا باربي على موقع مونزينجر (الألمانية)